# Чемпіонат України з футболу 2019—2020: друга ліга
Друга ліга України з футболу 2019–2020 — 28-й сезон другої ліги, який розпочався 27 липня 2019 року та був достроково завершений 12 червня 2020 року в зв'язку з пандемією COVID-19. Учасники зіграли між собою тільки в два кола, усі матчі відбувалися до зимової перерви.

## Регламент змагань
Команди розподілено на дві групи (А і Б) за територіальним принципом. Чемпіонат проводиться в три кола.
Команди, які посіли перше та друге місця в турнірних таблицях груп А і Б, переходять до першої ліги. Команди, які посіли третє місце у групах А і Б, грають двоматчевий плей-оф за право наступного сезону виступати у першій лізі проти команд, які посіли 13-те та 14-те місця у першій лізі. Якщо клуб другої ліги відмовляється від підвищення у класі, право на це отримує команда, що посіла у підсумковій таблиці наступне місце.
Команди, які посіли останнє місце в турнірних таблицях груп А і Б, вибувають зі змагань ПФЛ.
Чемпіон та срібний призер другої ліги визначиться у матчі на нейтральному полі між командами, які посіли перші місця в турнірних таблицях груп А і Б. Бронзовими призерами стануть обидві команди, які посіли другі місця у своїх групах.
У випадку, якщо декілька команд набрали однакову кількість очок, місця у турнірній таблиці визначаються за такими критеріями:
1. Більша кількість набраних очок в особистих зустрічах між цими командами.
2. Краща різниця забитих і пропущених м’ячів в особистих зустрічах.
3. Більша кількість забитих м’ячів в особистих зустрічах.
4. Краща різниця забитих і пропущених м’ячів в усіх матчах.
5. Більша кількість забитих м’ячів в усіх матчах.

12 червня 2020 року Виконком УАФ ухвалив наступні рішення:
- чемпіонат України з футболу серед команд клубів другої ліги сезону 2019-2020 достроково завершити;
- визначити підсумковий розподіл місць у турнірній таблиці груп А та Б другої ліги за підсумками зіграних двох кіл чемпіонату України з футболу серед команд клубів другої ліги сезону 2019-2020;
- визначити команди, які посіли перше та друге місця в турнірних таблицях груп А і Б за підсумками зіграних двох кіл чемпіонату України з футболу серед команд клубів другої ліги сезону 2019-2020, як такі, що переходять до першої ліги за умови наявності атестата, який надає право участі у змаганнях серед команд клубів першої ліги;
- затвердити наступні зміни до Регламенту змагань ПФЛ сезону 2019-2020:

1. пункт 3 статті 9 регламенту «Команди першої ліги, що посіли 15-те та 16-те місця переходять до другої ліги» виключити;
2. пункт 5 статті 9 регламенту викласти в такій редакції: «Команди, що посіли 15-те та 16-те місця в турнірній таблиці першої ліги, грають матчі плей-оф з командами, що зайняли треті місця в групах А та Б другої ліги. Господар поля визначається шляхом жеребкування. Етап плей-оф складається з двох матчів, по одному на полі кожної з команд-учасниць»;
3. пункт 10 статті 9 регламенту «Клуби, команди яких посіли останнє місце у підсумковій турнірній таблиці груп А і Б другої ліги, залишають змагання ПФЛ. Якщо відповідні клуби не мають інших команд-учасниць змагань, такі клуби припиняють членство в ПФЛ» виключити.[2]

## Учасники
За підсумками попереднього чемпіонату команди «Кремінь», ФК «Минай», «Черкащина-Академія» та МФК «Металург» здобули путівки до першої ліги, а команда «Мир» втратила професіональний статус.
З першої ліги до другої ліги опустилася команда ПФК «Суми», але перед початком сезону втратила професіональний статус. Поповнили другу лігу «Авангард-2», «Альянс», «ВПК-Агро», «Діназ», «Оболонь-Бровар-2», ФК «Ужгород», «Чорноморець-2».
Склад учасників:
| Команда              | Населений пункт                                             | Стадіон                                                        | Місткість стадіону | Місце в попер. ч-ті |
| Група А              | Група А                                                     | Група А                                                        | Група А            | Група А             |
| -------------------- | ----------------------------------------------------------- | -------------------------------------------------------------- | ------------------ | ------------------- |
| «Буковина»           | Чернівці                                                    | «Буковина»                                                     | 12 000             | 10                  |
| «Верес»              | Рівне                                                       | «Колос» (смт Млинів)                                           | 850                | 5                   |
| «Діназ»              | Вишгород                                                    | «Діназ» (с. Демидів)                                           | 500                | —                   |
| ФК «Калуш»           | Калуш                                                       | «Хімік»                                                        | 7000               | 7                   |
| «Нива»               | Вінниця                                                     | Центральний міський                                            | 24 000             | 4                   |
| «Нива»               | Тернопіль                                                   | Міський                                                        | 15 150             | 6                   |
| «Оболонь-Бровар-2»   | Буча                                                        | «Ювілейний»                                                    | 1028               | —                   |
| «Поділля»            | Хмельницький                                                | «Поділля»                                                      | 6800               | 9                   |
| «Полісся»            | Житомир                                                     | «Спартак-Арена» «Авангард» (м. Новоград-Волинський)            | 1242 3000          | 3                   |
| ФК «Ужгород»         | Ужгород                                                     | «Авангард»                                                     | 12 000             | —                   |
| «Чайка»              | село Петропавлівська Борщагівка Києво-Святошинського району | Центральний ім. Михайла Бруквенка (смт Макарів)                | 3100               | 8                   |
| Група Б              |                                                             |                                                                |                    |                     |
| «Авангард-2»         | Краматорськ                                                 | «Прапор»                                                       | 6000               | —                   |
| «Альянс»             | смт Липова Долина                                           | «Ювілейний» (м. Суми)                                          | 25 830             | —                   |
| «ВПК-Агро»           | село Шевченківка Магдалинівського району                    | «Металург» (м. Новомосковськ) «Колос-Арена» (смт Магдалинівка) | 6000 1500          | —                   |
| «Гірник»             | Кривий Ріг                                                  | Шахти «Жовтнева»                                               | 2500               | 3                   |
| «Енергія»            | Нова Каховка                                                | «Енергія»                                                      | 4000               | 6                   |
| «Кристал»            | Херсон                                                      | «Кристал»                                                      | 15 000             | 4                   |
| МФК «Миколаїв-2»     | Миколаїв                                                    | «Парк Перемоги»                                                | 5000               | 9                   |
| ФК «Нікополь»        | Нікополь                                                    | «Електрометалург»                                              | 7200               | 10                  |
| «Реал Фарма»         | Одеса                                                       | «Іван»                                                         | 1200               | 8                   |
| «Таврія-Сімферополь» | Сімферополь                                                 | «Машинобудівник» (м. Берислав)                                 | 4000               | 7                   |
| «Чорноморець-2»      | Одеса                                                       | СОК «Люстдорф»                                                 | 500                | —                   |

## Група А

### Турнірна таблиця
| М  | Команда            | І  | В  | Н | П  | РМ    | О  |
| -- | ------------------ | -- | -- | - | -- | ----- | -- |
| 1  | «Нива» Т           | 20 | 12 | 5 | 3  | 27−12 | 41 |
| 2  | «Полісся»          | 20 | 11 | 6 | 3  | 28−11 | 39 |
| 3  | «Верес»            | 20 | 11 | 3 | 6  | 34−23 | 36 |
| 4  | «Діназ»            | 20 | 9  | 4 | 7  | 27−24 | 31 |
| 5  | ФК «Калуш»         | 20 | 8  | 5 | 7  | 26−20 | 29 |
| 6  | «Поділля»          | 20 | 8  | 5 | 7  | 23−25 | 29 |
| 7  | «Чайка»            | 20 | 7  | 5 | 8  | 25−21 | 26 |
| 8  | «Буковина»         | 20 | 6  | 2 | 12 | 25−36 | 20 |
| 9  | «Нива» В           | 20 | 5  | 5 | 10 | 22−28 | 20 |
| 10 | ФК «Ужгород»       | 20 | 5  | 4 | 11 | 19−36 | 19 |
| 11 | «Оболонь-Бровар-2» | 20 | 4  | 4 | 12 | 18−38 | 16 |

Позначення:

### Результати матчів
| Команда            | БУК | ВЕР | ДІН | КАЛ | НВІ | НТЕ | ОБО | ПОД | ПОЛ | УЖГ | ЧАЙ |
| ------------------ | --- | --- | --- | --- | --- | --- | --- | --- | --- | --- | --- |
| «Буковина»         |     | 5:4 | 0:1 | 1:2 | 1:0 | 0:2 | 3:0 | 1:4 | 0:2 | 1:3 | 2:1 |
| «Верес»            | 2:0 |     | 2:1 | 1:1 | 3:2 | 0:1 | 0:1 | 5:0 | 2:1 | 3:0 | 1:0 |
| «Діназ»            | 3:2 | 4:0 |     | 0:3 | 2:1 | 0:3 | 0:1 | 3:1 | 0:0 | 3:2 | 1:2 |
| ФК «Калуш»         | 0:2 | 2:1 | 1:1 |     | 2:0 | 1:3 | 1:1 | 5:2 | 0:2 | 2:1 | 0:0 |
| «Нива» В           | 2:2 | 1:1 | 1:0 | 0:3 |     | 0:1 | 2:2 | 2:0 | 0:0 | 2:2 | 2:0 |
| «Нива» Т           | 2:1 | 0:0 | 0:1 | 0:3 | 3:1 |     | 1:0 | 2:2 | 1:0 | 0:0 | 1:0 |
| «Оболонь-Бровар-2» | 2:1 | 0:4 | 1:2 | 0:0 | 1:2 | 1:2 |     | 0:3 | 0:3 | 4:0 | 0:4 |
| «Поділля»          | 0:1 | 0:1 | 1:1 | 1:0 | 2:1 | 0:0 | 1:0 |     | 1:0 | 3:0 | 1:1 |
| «Полісся»          | 2:2 | 2:0 | 1:0 | 2:0 | 1:0 | 0:0 | 4:1 | 2:0 |     | 0:0 | 3:3 |
| ФК «Ужгород»       | 1:0 | 1:2 | 2:4 | 1:0 | 0:2 | 0:4 | 3:1 | 0:0 | 1:2 |     | 2:1 |
| «Чайка»            | 3:0 | 1:2 | 0:0 | 1:0 | 2:1 | 2:1 | 2:2 | 0:1 | 0:1 | 2:0 |     |

### Найкращі бомбардири
| № | Футболіст         | Команда    | Матчі | Голи (пен.) |
| - | ----------------- | ---------- | ----- | ----------- |
| 1 | Михайло Шестаков  | «Верес»    | 19    | 11 (2)      |
| 2 | Ярослав Галенко   | «Полісся»  | 20    | 10 (1)      |
| 3 | Володимир Тименко | «Чайка»    | 20    | 9 (1)       |
| 4 | Ілля Терещенко    | «Діназ»    | 15    | 8 (1)       |
| 5 | Артур Загорулько  | «Нива» В   | 18    | 8 (3)       |
| 6 | Юрій Соломка      | «Верес»    | 20    | 8 (1)       |
| 7 | Сергій Кисленко   | «Нива» Т   | 18    | 7           |
| 8 | Василь Палагнюк   | «Буковина» | 19    | 6 (2)       |

## Група Б

### Турнірна таблиця
| М  | Команда              | І  | В  | Н | П  | РМ    | О  |
| -- | -------------------- | -- | -- | - | -- | ----- | -- |
| 1  | «ВПК-Агро»           | 20 | 15 | 3 | 2  | 48−15 | 48 |
| 2  | «Кристал»            | 20 | 15 | 2 | 3  | 47−17 | 47 |
| 3  | «Альянс»             | 20 | 15 | 2 | 3  | 51−12 | 47 |
| 4  | «Гірник»             | 20 | 10 | 3 | 7  | 33−22 | 33 |
| 5  | «Енергія»            | 20 | 6  | 7 | 7  | 25−26 | 25 |
| 6  | ФК «Нікополь»        | 20 | 6  | 6 | 8  | 22−24 | 24 |
| 7  | МФК «Миколаїв-2»     | 20 | 5  | 8 | 7  | 18−32 | 23 |
| 8  | «Таврія-Сімферополь» | 20 | 5  | 2 | 13 | 12−35 | 17 |
| 9  | «Реал Фарма»         | 20 | 4  | 4 | 12 | 10−38 | 16 |
| 10 | «Авангард-2»         | 20 | 3  | 5 | 12 | 18−38 | 14 |
| 11 | «Чорноморець-2»      | 20 | 3  | 4 | 13 | 17−42 | 13 |

Позначення:

### Результати матчів
| Команда              | АВА | АЛЬ | ВПК | ГІР | ЕНЕ | КРИ | МИК | НІК | РЕА | ТАВ    | ЧОР |
| -------------------- | --- | --- | --- | --- | --- | --- | --- | --- | --- | ------ | --- |
| «Авангард-2»         |     | 1:4 | 1:1 | 2:1 | 1:2 | 0:0 | 0:0 | 0:3 | 1:2 | 3:0[a] | 0:1 |
| «Альянс»             | 2:0 |     | 0:1 | 3:2 | 1:1 | 2:1 | 3:0 | 2:0 | 5:0 | 3:0    | 4:0 |
| «ВПК-Агро»           | 5:1 | 1:0 |     | 5:1 | 2:2 | 2:0 | 3:0 | 3:0 | 3:1 | 3:0    | 4:0 |
| «Гірник»             | 3:0 | 1:2 | 1:0 |     | 1:0 | 1:2 | 3:3 | 3:1 | 0:1 | 3:0    | 4:1 |
| «Енергія»            | 1:1 | 0:4 | 2:4 | 0:2 |     | 1:3 | 1:2 | 3:1 | 3:1 | 1:0    | 4:0 |
| «Кристал»            | 5:2 | 2:0 | 3:2 | 1:0 | 0:2 |     | 4:0 | 3:0 | 1:1 | 2:0    | 2:0 |
| МФК «Миколаїв-2»     | 2:1 | 0:3 | 1:1 | 1:2 | 1:0 | 1:7 |     | 0:0 | 1:1 | 1:1    | 0:0 |
| ФК «Нікополь»        | 1:1 | 1:1 | 0:2 | 0:0 | 0:0 | 1:2 | 1:1 |     | 1:0 | 2:0    | 4:1 |
| «Реал Фарма»         | 2:1 | 0:5 | 0:2 | 0:3 | 0:0 | 0:5 | 1:0 | 0:2 |     | 0:1    | 0:3 |
| «Таврія-Сімферополь» | 3:0 | 0:2 | 1:2 | 0:2 | 1:1 | 1:2 | 0:2 | 1:0 | 1:0 |        | 1:0 |
| «Чорноморець-2»      | 0:2 | 1:5 | 1:2 | 0:0 | 1:1 | 1:2 | 0:2 | 1:4 | 0:0 | 6:1    |     |

a Згідно з рішенням КДК УАФ від 28 листопада 2019 року за неявку на гру команді «Таврія-Сімферополь» зараховано технічну поразку 0:3, а «Авангарду-2» — перемогу 3:0.

### Найкращі бомбардири
| № | Футболіст           | Команда       | Матчі | Голи (пен.) |
| - | ------------------- | ------------- | ----- | ----------- |
| 1 | Андрій Барладим     | «Кристал»     | 20    | 11          |
| 2 | Владислав Шарай     | «Альянс»      | 18    | 10 (4)      |
| 3 | Сергій Мандровський | ФК «Нікополь» | 20    | 9 (1)       |
| 4 | Станіслав Шарай     | «Альянс»      | 18    | 8           |
| 5 | Ярослав Сидоренко   | «Альянс»      | 19    | 8           |
| 6 | Іван Гливий         | «Кристал»     | 20    | 8           |

## Перехідні матчі за право виступати в першій лізі
За підсумками сезону команди, які посіли 15-те та 16-те місця в першій лізі, зіграли перехідні матчі за право виступати у першій лізі проти команд, які посіли треті місця у групах А і Б у другій лізі. Жеребкування послідовності проведення матчів відбулося 28 липня 2020 року.
| 16 серпня 2020 17:00 +27 °C |

| «Верес»                   | 2:0      | «Черкащина» |
| ------------------------- | -------- | ----------- |
| Петько 57' Яременко 90+3' | Протокол |             |

| «Колос», Млинів Глядачів: 0 Арбітр: Дмитро Кутаков (Київська область) |

| 20 серпня 2020 17:00 +32 °C |

| «Черкащина»   | 1:1      | «Верес»           |
| ------------- | -------- | ----------------- |
| Захаревич 49' | Протокол | Махнєв 18' (пен.) |

| «Княжа-Арена», Щасливе Глядачів: 0 Арбітр: Віктор Копієвський (Кропивницький) |

«Верес» переміг 3:1 за сумою двох матчів та вийшов до першої ліги, «Черкащина» вибула до другої ліги.
| 16 серпня 2020 17:00 +27 °C |

| МФК «Металург» | 0:2      | «Альянс»                    |
| -------------- | -------- | --------------------------- |
|                | Протокол | Загинайлов 14' В. Шарай 61' |

| «Славутич-Арена», Запоріжжя Глядачів: 0 Арбітр: Євген Арановський (Київ) |

| 20 серпня 2020 18:00 +29 °C |

| «Альянс»      | 1:0      | МФК «Металург» |
| ------------- | -------- | -------------- |
| Осадчий 90+4' | Протокол |                |

| «Ювілейний», Суми Глядачів: 0 Арбітр: Микола Балакін (Київська область) |

«Альянс» переміг 3:0 за сумою двох матчів та вийшов до першої ліги, МФК «Металург» вибув до другої ліги.